# Durazno (Uruguay)
Durazno è la capitale dell'omonimo dipartimento in Uruguay. Fu fondata il 12 ottobre 1821, è situata sulle rive del fiume Yí.

## Monumenti e luoghi d'interesse
Nella piazza centrale di Durazno sorge la chiesa di san Pietro costruita nel XIX secolo e ridisegnata da Eladio Dieste dopo che il tetto di legno della chiesa primitiva si incendiò nel maggio del 1967, risparmiando solo la facciata e il portico di ingresso. La ricostruzione fu realizzata con strati piegati di "ceramica armata" e si inaugurò nel 1971. Nella chiesa di san Pietro si trova un Cristo scolpito in legno di arancio dall'artista plastico Claudio Silveira Silva.

## Infrastrutture e trasporti
Durazno è attraversata dalla strada 5, una delle principali arterie di comunicazione del paese, che unisce la capitale Montevideo con il nord del Paese e la frontiera con il Brasile.